# Culebratherium
Culebratherium is een geslacht van uitgestorven doejongachtigen uit het Mioceen van de Grote Oceaan en Caribische Zee.

## Fossiele vondst
Het eerste fossiel van Culebratherium is gevonden in de Culebra-formatie in Panama. Het fossiel omvat een schedel, een groot deel van de wervelkolom uitgezonderd de staartwervels, en ribben. Dit fossiel is gevonden in afzettingen van ongeveer twintig miljoen jaar oud in het Pacifische deel van de Culebra-formatie. Fossielen van andere doejongachtigen - Dioplotherium, Metaxytherium en Nanosiren - zijn bekend uit het Caribische deel van de formatie.
In 2024 werd een gedeeltelijk skelet van Culebratherium uit Venezuela beschreven met tandafdrukken van een kaaimanachtige en tijgerhaaien. Een gedeeltelijke schedel en delen van de wervelkolom werden gevonden in de Agua Clara-formatie en de vondsten hebben een ouderdom van circa 20 miljoen jaar. De bijtwonden van de kaaimanachtige bevinden zich verspreid over het skelet en met name op de snuit en zijn passend bij actieve predatie. De afdrukken op de snuit komen overeen met bijtwonden door het vasthouden of rollen van een prooi door krokodillen. De haaienbeten werden geduid bij aaseten. Deze vondst laat zien dat zeekoeien in het Mioceen een belangrijke rol speelden in de voedselketen van tropisch Amerika. Van hedendaagse tijgerhaaien, hamerhaaien, krokodillen en orka's is bekend dat ze zich voeden met jonge en onvolwassen lamantijnen en doejongs.

## Kenmerken
Het holotype is een onvolwassen dier van 4,5 meter lang. Culebratherium had grote slagtanden, een licht naar onderen gerichte snuit en prominente aanhechtingspunten voor sterke nekspieren. Deze kenmerken passen bij aanpassingen voor het ontwortelen van grote, diep ingegraven stammen van zeegras.

## Verwantschap
Binnen de doejongachtigen is Culebratherium het nauwst verwant aan Dioplotherium.